# Barraca del Cacuero
La barraca del Cacuero, o barraca G-29, és una barraca de vinya del municipi de Subirats (Alt Penedès), situada prop del camí de Mas Granada, a les muntanyes d'Ordal, a uns 700 metres al nord-est de l'Ordal.
És una construcció aixecada en pedra seca, de planta circular, de 3,70 x 4 m d'amplada i 1,90 m d'alçada total. El portal, de llinda simple, està orientat al sud, té una alçada de 90 cm, una amplada de 55 cm i un gruix de 80 cm. Al davant hi ha una cisterna.
El codi utilitzat en la denominació d'aquesta barraca (lletra + número) procedeix d'un estudi realitzat per Araceli Soler i Jaume Rovira, que intenta sistematitzar la informació sobre aquests elements arquitectònics al terme de Subirats. Barraca del Cacuero és el nom popular.